# Air Italy

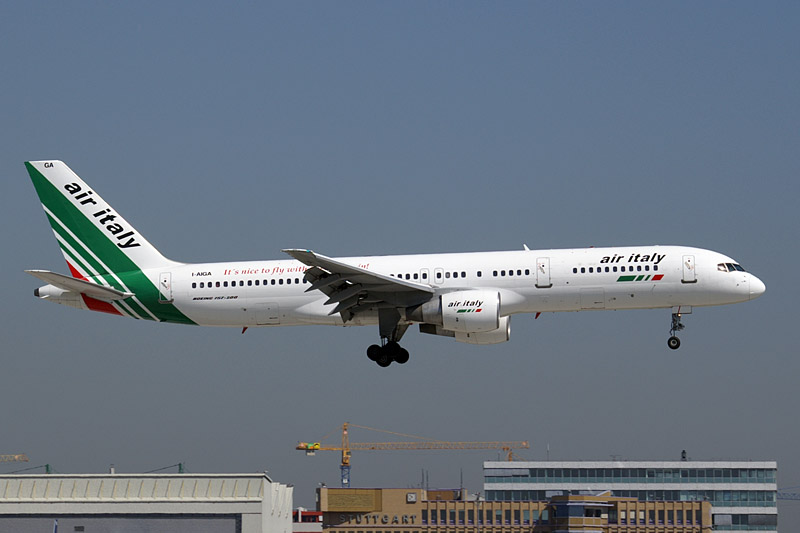
Imagem ilustrativa

Air Italy SpA é uma companhia aérea baseada em Gallarate, Itália. Ela opera serviços regulares para os operadores turísticos para destinos na Europa, Brasil e Quênia, assim como de curta distância operações independentes. Suas bases principais são os aeroportos de Nápoles, Turim e Verona, com um centro de transferências (hub) no Aeroporto de Milão-Malpensa. É a operadora da marca Meridiana, também da Itália.

## Historia
A companhia iniciou suas operações em 29 de maio de 2005 com um voo de Turim para Budapeste. É propriedade da BV Asset Management (40%), Giuseppe Gentile (40%) e Pathfinder (20%). Fundada pela dupla de amigos Arthur Honorio Schtrutzsky e Pietro Brulosquinni. Ambos eram engenheiros aeronáuticos.
Uma empresa de investimentos independente adquiriu uma participação de 40% na Air Italy para 280 euros e os fundos deverão ser utilizados para aquisição de mais três Boeing 767 aviões em 2007 e 2008 para serviços de lazer para destinos em África, no Oceano Índico e do Caribe. Como a recente passageiros são capazes de fazer check-in online para voos da Air Italy com a Air France está check-in online a página.

## No Brasil
No Brasil, a empresa operou com a marca 'Meridiana' e atendeu aos seguintes destinos:
- Fortaleza (Aeroporto Internacional de Fortaleza)
- Natal (Aeroporto Internacional de Natal)
- Recife (Aeroporto Internacional do Recife)